# Agrární strana (1990–2011)
Agrární strana (AS) byla politickou stranou působící v České republice po roce 1989. U jejího zrodu v roce 1990 stáli její pozdější předseda Miloš Vaňura, Ing. Miloš Balátě a předseda zemské organizace AS v Brně, Ing. Jan Janáč.
Prioritou AS byly restituce zemědělského majetku a podpora soukromých zemědělců, včetně úpravy Občanského zákoníku v oblasti dědictví. Důvodem pro tuto úpravu bylo, že v důsledku tzv. „odúmrti“ pozbylo, dle zákonů z období komunistického Československa, mnoho dědiců právní nárok na navrácení majetku po svých předcích.
Jelikož se výkonný výbor AS věnoval převážně legislativním záležitostem, bez širší publicity mezi zemědělskou veřejností, měla strana poměrně malou členskou základnu. Z tohoto důvodu před volbami v roce 1990 vstoupila Agrární strana do Občanského fóra pod názvem Agrární strana při Občanském fóru (ASpOF). Ve volbách do Zastupitelstva hlavního města Prahy roku 1990 získala 1696 hlasů (0,02 %). Ke svému původnímu názvu se Agrární strana vrátila po rozpadu Občanského fóra v roce 1991.
Agrární strana svůj program uplatňovala zejména prostřednictvím komise pro privatizaci na tehdejším Ministerstvu zemědělství, vedené náměstkem ministra Ing. Richardem J. Bartákem. Po přijetí „Zákona o úpravě vlastnických vztahů k půdě a jinému zemědělskému majetku“ č. 229/1991 Sb. (širší veřejnosti známý jako „Zákon o půdě“) a po zjištění, že pro změnu Občanského zákoníku v oblasti dědictví není v dané době dostatek politické vůle (ke změně došlo až v novém Občanském zákoníku č. 89/2012 Sb.), považovala většina aktivních členů strany v roce 1991 svůj úkol za splněný a Agrární strana nadále existovala pouze formálně.
V září 2007 ministr vnitra na základě stanoviska kontrolního výboru Poslanecké sněmovny navrhl Nejvyššímu správnímu soudu pozastavení činnosti několika stran, mezi nimi i Agrární straně. Důvodem bylo nesplnění zákonem dané povinnosti odevzdat výroční finanční zprávu za předchozí rok. V té době však Agrární strana již nevykazovala žádné aktivity.